# Gwij Mandelinck
Gwij Mandelinck, né le 23 janvier 1937 à Wakken et mort le 5 avril 2024 à Aertrycke, est un poète belge de langue néerlandaise.
Il est l’organisateur des réunions poétiques d’été (Poëziezomer) de Watou.

## Éléments biographiques
Gwij Mandelinck a poursuivi ses études secondaires à l’école normale de Torhout où il a ensuite enseigné le néerlandais entre 1959 et 1975.
En 1975, il est employé en tant que bibliothécaire à Poperinge et l’année suivante il est engagé comme coordinateur du musée du Houblon, toujours à Poperinge.
Il a longtemps vécu à Watou et réside actuellement à Aartrijke.
Gwij Mandelinck a tiré son nom de plume de la Mandel, une rivière de Flandre-Occidentale qui se jette dans la Lys.

## Distinctions littéraires
Gwij Mandelinck est le lauréat de plusieurs prix littéraires : le prix Basiel-de-Craene en 1970, le prix des Journées flamandes de poésie en 1972, le prix triennal Arthur-Merghelynck en 1973, le prix provincial de Poésie de Flandre-Occidentale en 1977, le prix quinquennal Guido-Gezelle et le prix Yang en 1982 et enfin le prix interprovincial de Littérature en 1985.

## Œuvres
- 1974 – De wijzers bij elkaar
- 1977 – André Demedts, of de kringloop om “de Elsbos”
- 1979 – De Westhoek
- 1981 – De droefheid is in handbereik
- 1983 – Van lied en steen: brieven aan Willem Vermandere
- 1989 – De buitenbocht
- 1997 – Dwangschrift: een keuze uit de gedichten 1972-1997
- 1997 – Overval

### Sources
- (nl) Cet article est partiellement ou en totalité issu de l’article de Wikipédia en néerlandais intitulé « Gwij Mandelinck » (voir la liste des auteurs).